# Nemzeti Kongresszus (Brazília)
A Nemzeti Kongresszus Brazília szövetségi törvényhozása. A Kongresszus kétkamarás, amely a Képviselőházból és Szenátusból áll. A Kongresszus minden évben február 2 és december 22 között ülésezik. A ciklus közepén július 17. és augusztus 1.-én tart szünetet.

## Vezetése
| Tisztség        | Név             | Párt  | Állam          |
| --------------- | --------------- | ----- | -------------- |
| Elnök           | Rodrigo Pacheco | PSD   | Minas Gerais   |
| Első Alelnök    | Lincoln Portela | PL    | Minas Gerais   |
| Második Alelnök | Romário Faria   | PL    | Rio de Janeiro |
| Első Titkár     | Luciano Bivar   | UNIÃO | Pernambuco     |
| Második Titkár  | Elmano Férrer   | PP    | Piauí          |
| Harmadik Titkár | Geovania de Sá  | PSDB  | Santa Catarina |
| Negyedik Titkár | Weverton Rocha  | PDT   | Maranhão       |

## A Házak

### Képviselőház
A Képviselőház a Kongresszus alsóháza, amely 513 képviselői mandátummal rendelkezik. A jelenleg hatályos, 1994-es törvény értelmében a képviselőket négyéves ciklusokra választják meg arányos képviseleti rendszerben, többmandátumos választókerületekben. A képviselőházi választókerületek a brazíliai államok területével egyezik meg és választókerületenként legalább 8 mandátumot, de az állam lakosságszámától függően akár 70 mandátum is megválasztható. Jelenleg 24 párt képviselője van a Képviselőházban.

### Szenátus
A Szenátus a Kongresszus felsőháza, ami 1824-ben jött létre, a Brazil Alkotmány értelmében. A Szenátus megalkotását a brit Lordok Háza inspirálta a jogalkotókat, de a köztársaság 1889-es kikiáltása után a Szenátus felépítése az Egyesült Államok Szenátusával lett hasonló. Jelenleg 81 mandátummal rendelkezik. Államonként 3 szenátor választható meg, a Szövetségi Kerületből 3 szenátor szintén többségi, blokkszavazásos rendszerben, 8 éves ciklusra. Azonban nem választható meg egyszerre az összes mandátum: A mandátumok kétharmadát egyidőben négyévente majd a fennmaradó mandátumok egyharmadát négyévente külön választják meg szintén. Ha egy államban csak egy szenátusi mandátum választható meg, akkor az összes jelölt egy mandátumért küzd meg, amikor két mandátumot lehet választani, akkor az összes jelölt két mandátumért küzd meg, de a szavazó nem adhat le két szavazatot ekkor ugyanarra a jelöltre. Azonban, ha a szenátusi mandátumok kétharmadának a megválasztása folyik, akkor minden párt két jelöltet indíthat el. Akár valamelyik brazil államról akár a Szövetségi Kerületről van szó, ha csak egy mandátum van, az a jelölt nyer, aki relatív többséget szerez, a szavazatok legalább 50%-át. Ha a szenátusi mandátumok kétharmadának a megválasztása tört akkor a két legtöbb szavazatot kapott jelölt képviselheti az államot.

## Hatásköre
A Kongresszus hatásköre az alábbiak, amikben a Brazil elnök mellett a szövetségi kormányt az országban képviselő Unió van:
- Adórendszer, adóbeszedés és az állami bevételek újraelosztásának a rendszere
- Többéves költségvetés, költségvetési irányelvek, államadósság kezelés
- Brazil Fegyveres Erők vezetőinek kinevezése és változtatása
- Szövetségi, regionális és szektorális fejlesztési tervek
- Légvédelmi, tengerészeti eszközök kezelése
- Közhivatalok létrehozása, tisztségek létrehozása, megszüntetése
- Minisztériumok létrehozása és megszüntetése
- Legfelsőbb Bíróság bíróinak kinevezése
- Szövetségi Ügyészek és Állami Védőügyvédek kinevezése